# Championnats d'Europe de triathlon 2015
Navigation
Édition précédente Édition suivante
Les championnats d'Europe de triathlon 2015 sont la trente-et-unième édition des championnats d'Europe de triathlon, une compétition internationale de triathlon sous l'égide de la fédération européenne de ce sport. L'épreuve est constituée de 1 500 mètres de natation, 40 kilomètres de vélo puis 10 kilomètres de course à pied.
Cette édition se tient dans la ville suisse de Genève et elle est remportée par le français David Hauss chez les hommes et par la suissesse Nicola Spirig chez les femmes.

## Palmarès

### Hommes
| Rang               | Triathlète               | Temps           |
| ------------------ | ------------------------ | --------------- |
| Médaille d'or      | David Hauss              | 1 h 52 min 55 s |
| Médaille d'argent  | Sven Riederer            | 1 h 53 min 13 s |
| Médaille de bronze | Kristian Blummenfelt     | 1 h 53 min 16 s |
| 4                  | Richard Varga            | 1 h 53 min 20 s |
| 5                  | Thomas Bishop            | 1 h 53 min 22 s |
| 6                  | Dmitry Polyanskiy        | 1 h 53 min 46 s |
| 7                  | Francesc Godoy Contreras | 1 h 54 min 0 s  |
| 8                  | Alessandro Fabian        | 1 h 54 min 3 s  |
| 9                  | Matthew Sharp            | 1 h 54 min 7 s  |
| 10                 | Tamás Tóth               | 1 h 54 min 59 s |

### Femmes
| Rang               | Triathlète         | Temps           |
| ------------------ | ------------------ | --------------- |
| Médaille d'or      | Nicola Spirig      | 2 h 7 min 15 s  |
| Médaille d'argent  | Annamaria Mazzetti | 2 h 8 min 14 s  |
| Médaille de bronze | Ainhoa Murúa       | 2 h 9 min 16 s  |
| 4                  | Vendula Frintová   | 2 h 9 min 45 s  |
| 5                  | Lucy Hall          | 2 h 9 min 59 s  |
| 6                  | Agnieszka Jerzyk   | 2 h 10 min 20 s |
| 7                  | Lisa Nordén        | 2 h 10 min 26 s |
| 8                  | Emmie Charayron    | 2 h 10 min 33 s |
| 9                  | Jodie Stimpson     | 2 h 10 min 50 s |
| 10                 | Katrien Verstuyft  | 2 h 10 min 56 s |

### Relais Mixte
| Rang               | Équipe                                                              | Temps           |
| ------------------ | ------------------------------------------------------------------- | --------------- |
| Médaille d'or      | France                                                              | 1 h 25 min 21 s |
| Médaille d'or      | - Jeanne Lehair - Simon Viain - Emmie Charayron - David Hauss       | 1 h 25 min 21 s |
| Médaille d'argent  | Suisse                                                              | 1 h 25 min 30 s |
| Médaille d'argent  | - Jolanda Annen - Andrea Salvisberg - Nicola Spirig - Sven Riederer | 1 h 25 min 30 s |
| Médaille de bronze | Royaume-Uni                                                         | 1 h 25 min 31 s |
| Médaille de bronze | - Jodie Stimpson - Matthew Sharp - Lucy Hall - Thomas Bishop        | 1 h 25 min 31 s |